# Paul Schreckenberger
Paul Schreckenberger (* 5. Mai 1930 in Heidelberg-Handschuhsheim; † 7. August 2009) war ein deutscher Posaunist. Vor allem sein langjähriges Wirken im Orchester der Bayreuther Festspiele brachte ihm Anerkennung ein.

## Leben
Seinen ersten Posaunenunterricht erhielt Paul Schreckenberger im Alter von 12 Jahren. Bereits mit 16 wurde er im Orchester seiner Heimatstadt Heidelberg engagiert. Neben der Tätigkeit am Theater spielte er in Swingformationen in amerikanischen Armee-Clubs.
1948 wechselte er zur heutigen Deutschen Staatsphilharmonie Rheinland-Pfalz und gelangte schließlich 1953 als Soloposaunist ans Nationaltheater Mannheim.
1957 wurde er erstmals ins Orchester der Bayreuther Festspiele eingeladen, dem er bis Ende der 90er Jahre als 1. Posaunist angehörte. Entgegen der damaligen Tradition spielte er dort von Beginn an ein Instrument amerikanischer Bauweise. Als er vom Posaunisten Alfred Jakobs gebeten wurde, ein Modell deutscher Bauweise auszuprobieren, soll er geantwortet haben: „Ja, wenn Sie deutsche Bananen essen, dann spiele ich auch deutsche Posaunen.“
1978 wurde er als ordentlicher Professor an die heutige Hochschule für Musik und Darstellende Kunst Mannheim berufen. Viele seiner Schüler halten Stellen in deutschen Spitzenorchestern inne, einige sind mittlerweile selbst Professoren z. B. an den Musikhochschulen Lübeck, Mannheim, Köln oder Karlsruhe.
Mit Studenten seiner Klasse entstanden zwei Schallplatten.
Auch nach seiner Emeritierung war er noch aktiv und übernahm regelmäßig Orchesterdienste in verschiedenen Klangkörpern vor allem im süddeutschen Raum.

## Spielweise
Die Spielweise von Paul Schreckenberger war durch einen großen Klang, Stilsicherheit und Eleganz geprägt. Hierbei waren ihm seine äußerst präzise Zugtechnik, sein akkurater Anstoß und seine verschiedenen Möglichkeiten, Vibrato zu produzieren, hilfreich.

## Diskografie (Auszüge)
- Virtuose Posaunenmusik auf fünf Jahrhunderten
- Virtuose Posaunenmusik aus fünf Jahrhunderten II